# Yukarıballık, İnegöl
Yukarıballık là một xã thuộc huyện İnegöl, tỉnh Bursa, Thổ Nhĩ Kỳ. Dân số thời điểm năm 2011 là 147 người.